# Shaolin Kung Fu

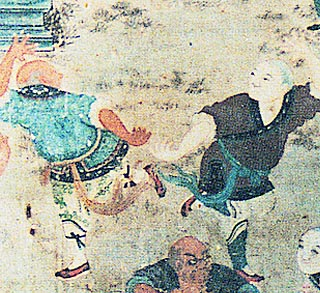
Abbildung der Kampfkunst am Shaolin-Tempel

Als Shaolin Kung Fu (chinesisch 少林功夫, Pinyin Shàolín Gōngfu, W.-G. shaolin kung fu – „Shaolin-Fähigkeiten“), Shaolin Quanfa (少林拳法,  Shàolín Quánfǎ – „Shaolin-Fausttechnik“) oder kürzer Shaolin Quan (少林拳,  Shàolín Quán – „Shaolin-Faust“) werden mehr als 360 chinesische Kampfkunst-Stile (Wushu) bezeichnet, die sich in irgendeiner Weise auf das chinesische Shaolin-Kloster am Berg Song Shan in der Provinz Henan (China) beziehen. Es verbindet Zen-Philosophie und Kampfkunst. Versteht man den Begriff im engeren Sinn, dann zählt man dazu nur die Techniken, die den Legenden zufolge in der Gründungsstätte, dem buddhistischen Shaolinkloster entwickelt wurden. Im weiteren Sinn werden darunter auch Stile gefasst, die von anderen mit Shaolin verbundenen Klöstern oder auch von Wandermönchen stammen sollen.
Das Shaolin Kung Fu zählt zum immateriellen Kulturerbe der Volksrepublik China (Nr. 289).

## Geschichte

### Entstehung des Klosters und der Kampfkunst
Für Details zum Shaolin-Kloster siehe den ausführlichen Beitrag: Shaolin-Kloster.
Das Shaolin-Kloster wurde in der Nördlichen Wei-Dynastie (386–534) durch Kaiser Xiaowen (reg. 471–499) im Jahr 495 gegründet.
Die ersten Referenzen auf Zweikämpfe im Shaolin-Kloster finden sich im Xu gaoseng zhuan (Fortsetzung der Biographien berühmter Mönche), das Anfang des 6. Jahrhunderts verfasst wurde. In diesem Werk wird beschrieben, wie ein Mönch namens Sengchou seine Mitmönche zu einem Wettkampf aufforderte. In dessen Verlauf lief er waagerecht an einer Wand entlang, sprang bis unter das Tempeldach und stemmte sehr schwere Gewichte. Außerdem war er mit den Fäusten so flink und behände, dass alle ihm gehorchten und sich ihm unterwarfen.
Fraglich ist jedoch, ob man basierend auf diesen Aussagen bereits zu diesem Zeitpunkt von einer Shaolin-Kampfkunst sprechen kann, da noch keine Belege für ein existierendes System bzw. eine spezielle Schule vorliegen.
Die zweite wichtige Persönlichkeit, die häufig mit der Entwicklung der Shaolin-Kampfkunst in Beziehung gebracht wird, ist der indische Mönch Bodhidharma (chinesisch 菩提達摩, Pinyin Pútídámó, japanisch Bodai Daruma, kurz Daruma). Bodhidharma bedeutet „durch die Lehre Erleuchteter“. Der wahre Name dieses indischen Patriarchen ist unbekannt. Er soll sich von 527–536 im Kloster aufgehalten haben. Auch wenn in den Quellen keine direkte Beziehung von Bodhidharma zur Kampfkunst nachgewiesen werden kann, schreibt man ihm die Entwicklung der fünf Tierstile (wuquan) zu. Außerdem wurde eine Schwertform (Damojian), eine Stockform (Damozhang) und die 18 Hände des Luohan (Shiba luohan shou) nach ihm benannt oder auf ihn zurückgeführt.
Weiterhin soll er der Autor der Werke Yi Jin Jing („Transformation der Sehnen und Bänder“, verschiedene Atemtechniken zur Verbesserung der Ausdauer) und Xi Sui Jing („Waschung des Marks“, zur Entwicklung von Selbstdisziplin und innerer Stärke) sein.
Die Zuschreibung der Shaolin-Kampfkunst zu Bodhidharma ist von Kampfkunst-Historikern immer wieder als historisch nicht belegbar bezeichnet worden, zuerst von Tang Hao, der 1930 gezeigt hat, dass das Buch Yi Jin Jing, auf dem diese Zuschreibung basiert, eine Fälschung ist.

### Die Entwicklung in der Tang-Dynastie
Der älteste historische Beleg für eine Beteiligung des Shaolinklosters an kriegerischen Auseinandersetzungen ist eine Stele aus dem Jahr 728, die die Beteiligung an zwei historischen Ereignissen beschreibt, nämlich die Verteidigung des Klosters gegen Banditen im Jahr 610 und seine Beteiligung am Sieg der Tang-Dynastie über Wang Shichong in der Schlacht von Hulao im Jahr 621. Darüber hinaus wird die Patronage der Tang-Dynastie für das Kloster erwähnt. Es finden sich jedoch keine Hinweise auf spezielle Kampfkunstfähigkeiten der Shaolinmönche.

### Quellen aus der Zeit der Ming-Dynastie

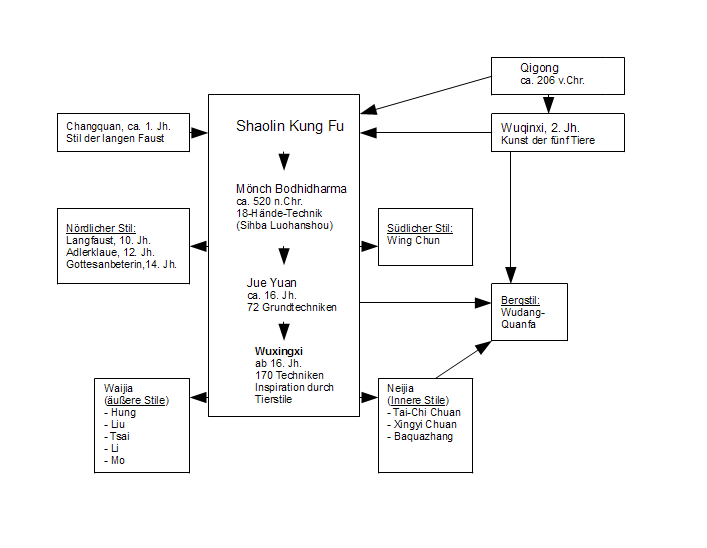
Entwicklung und Gliederung des Shaolin Kung Fu

#### China

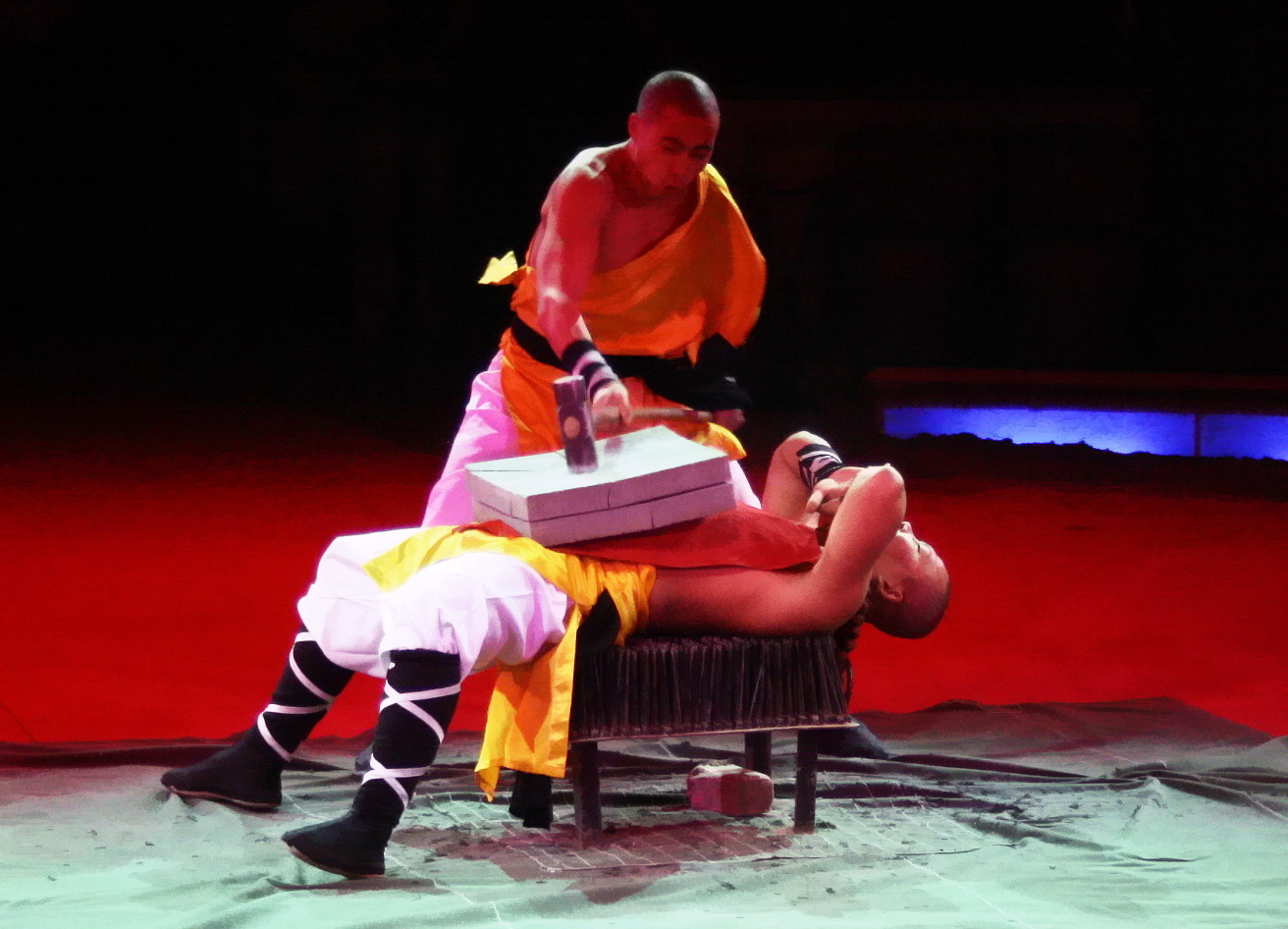
Auf dem Bauch wird eine Steinplatte zerschlagen

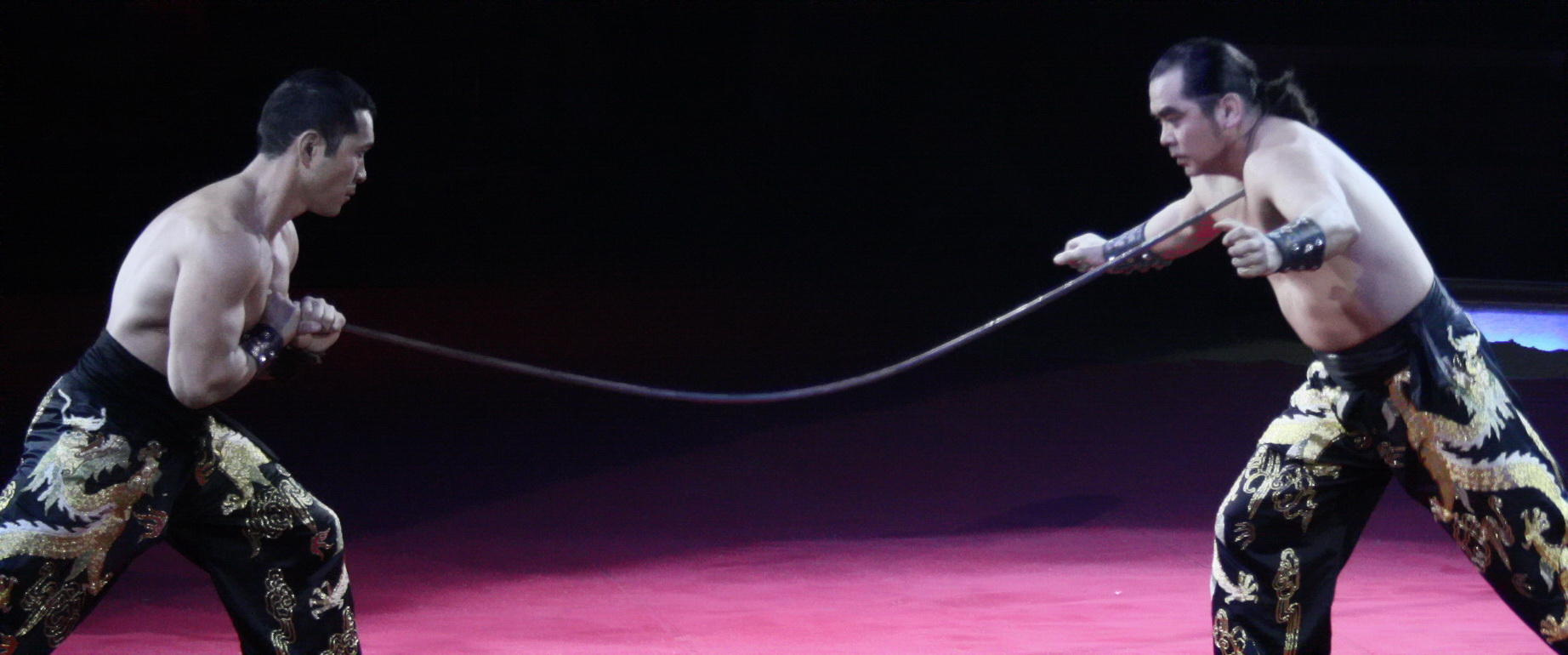
Verbiegen einer Metallstange am Hals